# Кріс Томпсон (плавець)
Кріс Томпсон (англ. Chris Thompson; нар. 30 листопада 1978) — американський плавець.
Призер Олімпійських Ігор 2000 року.
Призер Пантихоокеанського чемпіонату з плавання 1999, 2002 років.
Призер Панамериканських ігор 2003 року.